# Lepanthes mekynochila
Lepanthes mekynochila är en orkidéart som beskrevs av Leslie Andrew Garay och Galfrid Clement Keyworth Dunsterville. Lepanthes mekynochila ingår i släktet Lepanthes och familjen orkidéer. Inga underarter finns listade i Catalogue of Life.